# Rochemolles
Rochemolles (pronuncia francese /ʁɔʃmɔl/ ; Archamola in occitano) è una frazione del comune di Bardonecchia nella città metropolitana di Torino, situata a 1.619 metri s.l.m., già comune a sé stante fino al 1927. 

## Geografia fisica
Rochemolles si raggiunge percorrendo la strada provinciale SP 235, che da Bardonecchia sale lungo la valle di Rochemolles, dopo circa 5 chilometri.
Si affaccia sul torrente omonimo che, scendendo dal lago artificiale di Rochemolles, raccolte le acque del rio Almiane e del rio di Valfredda, scende fino all'abitato di Bardonecchia, dove concorre a formare la Dora di Bardonecchia.

Il vallone omonimo, che confina a nord-est con la Francia e a sud-ovest con la Valfredda, è coronato da una bella serie di montagne tra le quali (in senso orario) la Cima Gardiola, la Pierre Menue, il Gros Peyron, la Rognosa d'Etiache, la Punta Sommeiller, la Punta Galambra, la Punta Valfredda e la Pierre Muret.

## Storia
Documenti del 1300 attestano già l'esistenza del comune, che sarebbe stato tuttavia fondato, come centro abitato, tre secoli prima durante l'occupazione saracena della valle.
La chiesa (ex parrocchiale) dedicata a san Pietro apostolo risale alla fine del XV secolo (fu consacrata nel 1456) ed è monumento nazionale. Parte degli arredi lignei risalenti ai secoli che vanno dal 1400 al 1700 circa sono stati volutamente asportati per sottrarli ai tentativi di furto e ai vandalismi. La chiesa è raffigurata in un francobollo da 0,45 € emesso dalle Poste italiane il 9 marzo 2004 in occasione dei XX Giochi olimpici invernali.
Sono stati rinvenuti affreschi risalenti al XVI secolo.
Nella prima metà del XVII secolo una pia dama di Oulx, Isabella de Sarre, sposata de Ferrus, introdusse nel paese la lavorazione del pizzo, attività artigianale di cui la comunità andrà fiera.

## Territorio

### Valanghe
Rochemolles è tristemente famosa per le valanghe che nel corso dei secoli vi si sono abbattute.
Particolarmente grave la valanga dell'inverno 1706, che distrusse buona parte del paese, quella del 1931, che circa quattrocento metri più in alto sul versante della montagna posto a occidente del paese travolse ventuno alpini del Battaglione Fenestrelle, e quella del 5 febbraio 1961, che distrusse alcune case.
Molte vecchie case sono ora state ristrutturate, vi sono un ristorante e un residence e il paese è abitato tutto l'anno. La frazione è stata ora protetta (lavori iniziati nel 2004) con la realizzazione di una struttura in terre armate, atta a deviare il corso delle valanghe che possono scendere dal soprastante versante occidentale.

### Bacino idroelettrico

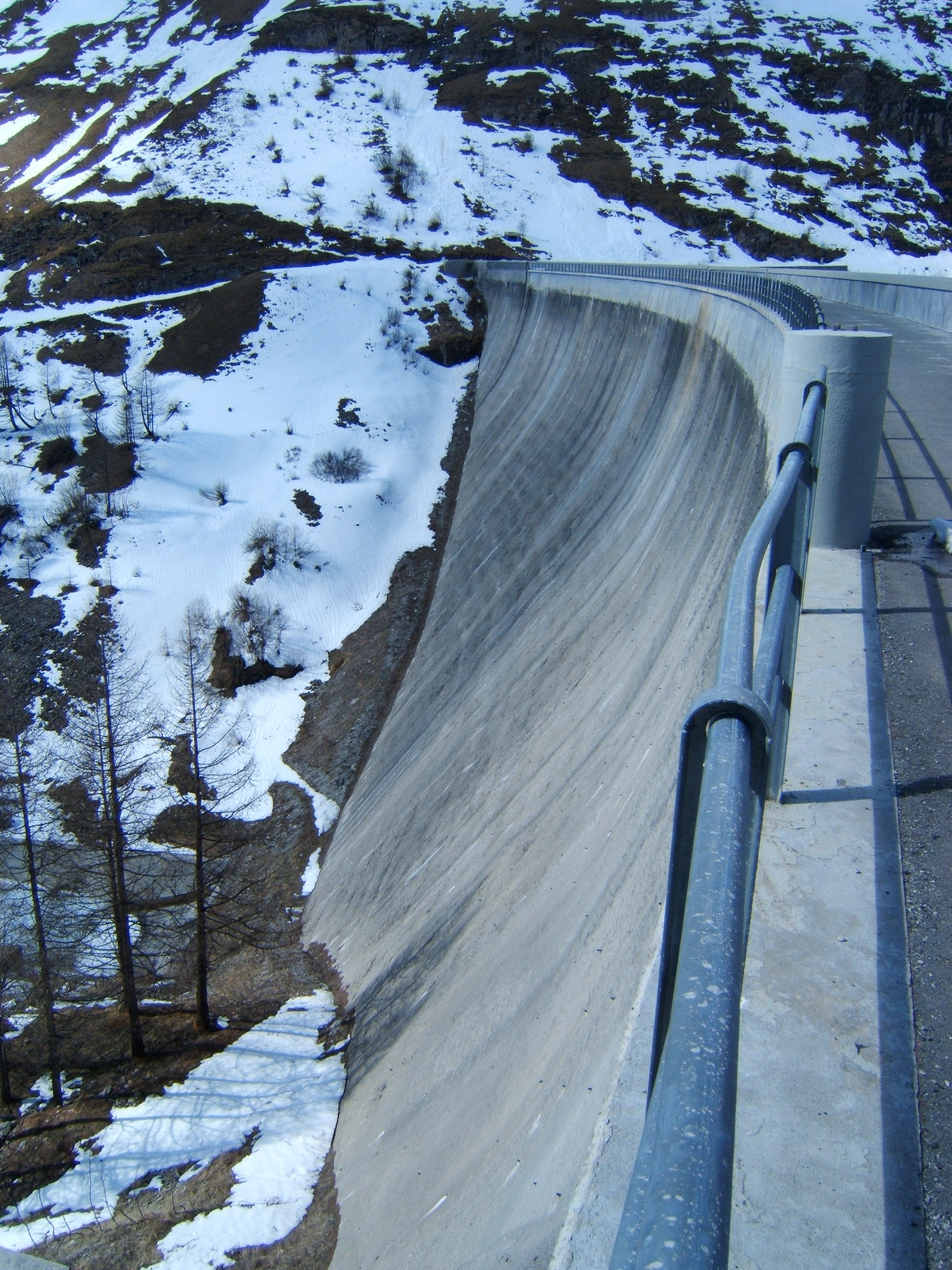
Diga di Rochemolles

Dopo Rochemolles la strada prosegue in terra battuta fino al lago artificiale di Rochemolles.
Qui, a 1970 metri s.l.m., negli anni trenta è stato creato un invaso (quattro milioni di m3 d'acqua) mediante l'erezione di una diga a gravità, destinato a fornire l'acqua alla centrale idroelettrica, allora di proprietà dell'Azienda Autonoma Ferrovie dello Stato, in Bardonecchia.
Una condotta in lievissima pendenza trasporta l'acqua a due grossi serbatoi ("i bacini", località Fregiusia) situati a 1.922 metri s.l.m. sulle falde del Monte Jafferau, a una distanza di oltre 5 chilometri dall'invaso. Dai "bacini" l'acqua scende in condotta forzata alla centrale idroelettrica situata nel Borgonuovo di Bardonecchia (dislivello di circa 600 metri).
Con la nazionalizzazione della produzione di energia elettrica, avvenuta nella seconda metà degli anni sessanta, la centrale, recentemente rinnovata, è stata acquisita al patrimonio dell'Enel, al quale appartiene tuttora.

### Escursionismo
Dopo la diga la strada prosegue fino al rifugio Scarfiotti, sito in un'apertura della valle a 2.165 metri s.l.m.
Nel 1962 fu aperto un ulteriore tratto di strada che porta al colle del Sommeiller (metri 3.000 s.l.m., circa 19 km di strada da Rochemolles) e al limitrofo e omonimo ghiacciaio, sul quale per alcuni anni si è praticato lo sci estivo. Oggi gli impianti non esistono più per il forte ritiro del ghiacciaio.

## Infrastrutture e trasporti
Fra gli anni dieci e gli anni trenta del XX secolo era inoltre attiva la ferrovia di Rochemolles, un collegamento industriale realizzato dalle Ferrovie dello Stato per la costruzione e la manutenzione dell'omonima diga.

## Monumenti e luoghi di interesse
La planimetria della borgata è stata fortemente influenzata dalle numerose valanghe, per cui si presume che la stessa chiesa parrocchiale non fosse decentrata a Ovest come al giorno d'oggi. Vi sono, infatti, tracce detritiche e resti di antiche abitazioni lungo il versante occidentale della chiesa che testimoniano l'impatto di questi fenomeni climatici sull'architettura urbana.

### Abitazioni
L'architettura caratteristica è quella della mezun, una struttura tradizionale diffusa nei territori in cui l'economia è basata prevalentemente sulla pastorizia. Il piano terra di queste abitazioni, infatti, è caratterizzato da un'ampia porta d'ingresso che dà accesso direttamente alla stalla e alla cucina. Hanno una struttura tendenzialmente molto semplice, ma la base non è simmetrica in senso assoluto perché solitamente si adatta alla tipologia di terreno su cui si poggia. La loro importanza è corroborata dall'abitudine di nominare le persone proprio con l'appellativo della mezun in cui abitavano: la mancanza di significative disuguaglianze economiche ha fatto sì che non vi fossero marcati lignaggi famigliari e, di conseguenza, le frequenti omonimie venivano ovviate con l'appartenenza alla propria abitazione. Anche la disposizione degli edifici e la loro prossemica indica che la popolazione di Rochemolles fu piuttosto egualitaria, perché sono riconoscibili numerosi spiazzi adibiti a uso comune e, inoltre, molte delle murature portanti erano condivise dalle abitazioni adiacenti. Gli unici elementi distintivi all'interno del tessuto urbano erano gli edifici in cui operavano nel XV-XVIII secolo notai e mercanti , i quali avevano necessità di spazi lavorativi adeguati alle proprie mansioni, oltre alle sedi delle autorità di rappresentanza per la Repubblica degli Escartons. I due lavatoi del paese erano luoghi particolarmente significativi per la comunità, dal momento che fare il bucato costituiva un'occasione per socializzare e rafforzare i legami.

### Edifici religiosi
La chiesa parrocchiale di San Pietro Apostolo ebbe origine dalla ristrutturazione di una precedente chiesa, datata 1452-1456, di cui ora rimane soltanto l'abside. La struttura interna è costituita da uno spazio unico, dove la navata e il presbiterio sono separati semplicemente da un arco a tutto sesto e qualche gradino. L'accesso venne poi esteso con un atrio e un pronao nel 1680-1690, ai quali ci si avvicina con una gradinata esterna risalente al 1699.
Un'ulteriore tipologia di edificio religioso è il pilone votivo, di cui si trovano due esemplari nei pressi di Rochemolles. Il pilone di Pralavèn è localizzato alla sinistra della Dora ed è una architettura in pietra con volta a botte. Al suo interno si può contemplare la deposizione di Cristo, in alto la rappresentazione di San Bernardo di Chiaravalle con San Giacomo di Zebedeo e, in basso, Santa Barbara con San Sebastiano. Il pilone di Dinhì è, invece, più piccolo ma ha una posizione particolarmente significativa: è stato eretto nei pressi di graffiti del nodo e della stella di Salomone a Mouchecuite e, pertanto, è probabile che avesse lo scopo di scongiurare influenze eretiche.